# ستيف وين (لاعب كرة قدم)
ستيف وين (بالإنجليزية: Steve Winn)‏ (16 سبتمبر 1959 في المملكة المتحدة - ) هو لاعب كرة قدم بريطاني في مركز الهجوم. لعب مع نادي توركي يونايتد ونادي روذرهام يونايتد ونادي هارتلبول يونايتد وهايدلبرغ يونايتد ‏ وGuisborough Town F.C. ‏.